# Kašnice
Kašnice är en ort i Tjeckien.   Den ligger i regionen Södra Mähren, i den sydöstra delen av landet, 220 km sydost om huvudstaden Prag. Kašnice ligger 221 meter över havet och antalet invånare är 222.
Terrängen runt Kašnice är platt.Runt Kašnice är det ganska tätbefolkat, med 96 invånare per kvadratkilometer. Närmaste större samhälle är Kyjov, 17,5 km öster om Kašnice. Trakten runt Kašnice består till största delen av jordbruksmark.